# H. Clay Myers

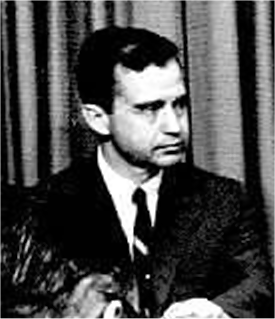
H. Clay Myers, 1968

Henry Clay Myers junior (* 27. Mai 1927 in Portland, Oregon; † 29. Oktober 2004 in Arizona) war ein US-amerikanischer Politiker.

## Frühe Jahre
Henry Clay Myers junior wurde 1927 in Portland geboren. Seine Kindheit war von der Weltwirtschaftskrise überschattet. Als er zehn Jahre alt war, lebte seine Familie kurze Zeit in Simbabwe, damals noch Südrhodesien. In einem Interview, welches er 2004 The Oregonian gab, beschrieb er es als

„a mind-blowing experience.“

Sie lebten Meilen weit weg von der nächsten weißen Familie. Während dieser Zeit erkannte Myers die Sinnlosigkeit des Rassismus, was ihn für den Rest seines Lebens prägte. Seine Familie lebte nach dem Census von 1940 wieder in den Vereinigten Staaten, und zwar in der Küstengemeinde Tillamook (Oregon). Die Familie bestand damals aus dem Vater H. Clay Myers (35 Jahre alt), der Mutter Helen May Myers (34 Jahre alt) und den Kindern Henry Clay Myers junior (12 Jahre alt), William Leo Myers (11 Jahre alt) und Norman Larry Myers (5 Jahre alt).
Myers graduierte 1945 an der Benson High School in Portland. Danach ging er an die University of Oregon, wo er den Zeta Omicron Ortsverband der Lambda Chi Alpha (ZO 009) mitbegründete. Sein Interesse an der Politik nahm dort ihren Anfang. In diesem Zusammenhang führte er die Young Republicans und förderte die Studentenbeteiligung an den Wahlen, den Wahlkämpfen und den politischen Belangen. Er studierte Jura am Northwestern College of Law in Portland und besuchte die United States Coast Guard Academy in Connecticut.
Bevor er in die Politik trat, ging er Bank- und Versicherungsgeschäften nach.
Myers und seine Ehefrau Elizabeth bekamen drei Kinder: Carolyn, David und Richard Clay.

## Politische Laufbahn
Der Gouverneur von Oregon Tom McCall ernannte Myers 1967 zum Secretary of State von Oregon, um die Vakanz zu füllen, die durch seinen Aufstieg zum Gouverneur entstand. Myers war im Stab von McCall bei seiner Gouverneurskampagne. Bei den Wahlen im Jahr 1968 wurde Myers für eine volle Amtszeit zum Secretary of State von Oregon gewählt und 1972 wiedergewählt. 1974 kandidierte er für die republikanische Nominierung für den Posten als Gouverneur von Oregon, erlitt aber eine Niederlage gegenüber Victor G. Atiyeh. Eine Amtszeitbeschränkung hinderte Myers 1976 erneute für den Posten als Secretary of State zu kandidieren. Stattdessen trat er für den Posten als Treasurer of State von Oregon an und gewann. Er bekleidete seinen neuen Posten sieben Jahre lang.

## Späte Jahre
Nach dem Ende seiner Amtszeit kehrte er in die Geschäftswelt zurück. Er trat eine Anstellung bei J. P. Morgan Investment Management in New York an. 1989 ging er in den Ruhestand und kehrte nach Oregon zurück, wo er in Gemeinde- und Kirchenangelegenheiten aktiv blieb.
Gesundheitsprobleme, einschließlich eines langen Kampfes gegen den Krebs, führten 1999 zu seinem Umzug nach Tubac (Arizona).
Auf Grund seiner starken Enttäuschung vom steigenden Sozialkonservatismus der Republikanischen Partei verkündete er 1999, dass er sich als Unabhängiger registriert hatte. Auf eine Frage von Ronald Reagan antwortete er in dieser Zeit folgendes:

„I didn't leave the party. The party left me.“

2003 registrierte er sich als Demokrat, um Howard Dean bei seinem Wahlkampf in den Vorwahlen zu unterstützen. Später half er bei der Wahl von John Kerry mit.
Myers verstarb am 29. Oktober 2004 an den Folgen seiner Krebserkrankung in seinem Haus in Arizona.

## Vermächtnis
Myers war stark politisch engagiert und zwar als republikanischer Parteiführer, als Amtsträger von Staatsämtern und schließlich als Elder Statesman. Er wird den Menschen in Oregon in Erinnerung bleiben für seine Arbeit an den innovativsten Initiativen von Oregon betreffend Planungs-, Umwelt- und Verkehrspolitik sowie Gesetzgebung. Nach seinem Tod wurde er in einer gemeinsamen Resolution der Oregon State Legislature geehrt als

„... a gentle but tenacious leader who cared deeply about making Oregon a more livable and just place, and whose strong faith and unwavering efforts helped make Oregon a national model.“